# Kutaliman
Kutaliman is een bestuurslaag (kelurahan) in het onderdistrict (kecamatan) Kedung Banteng in het regentschap Banyumas van de provincie Midden-Java, Indonesië. Kutaliman telt 4243 inwoners (volkstelling 2010).